# Henry N. Cobb
Henry N. Cobb (Boston, Massachusetts, 8 de abril de 1926-Manhattan, 3 de marzo de 2020) fue un arquitecto estadounidense y socio fundador junto con Ieoh Ming Pei de IM Pei de Pei Cobb Freed & Partners, una firma internacional de arquitectura con sede en Nueva York.

## Biografía
Cobb asistió a la Academia Phillips Exeter, a la Universidad de Harvard y a la Escuela de Graduados de Diseño de Harvard y regresó desde 1980 hasta 1985 como presidente del Departamento de Arquitectura de la Universidad de Harvard. Recibió títulos honoríficos de Bowdoin College y el Instituto Federal Suizo de Tecnología. Residió en Nueva York y North Haven (Maine).
Entre sus obras más señaladas está la Place Ville Marie en Montreal, la Torre John Hancock de Boston y la Torre del Banco de los Estados Unidos (el centro) en Los Ángeles.
Falleció el 3 de marzo de 2020 a los 93 años.

## Edificios notables

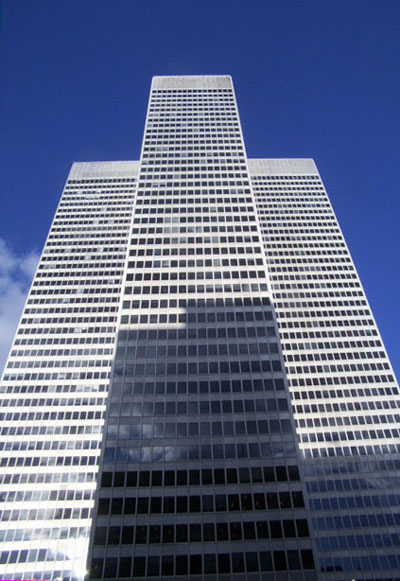
Place Ville Marie en Montreal (1962)

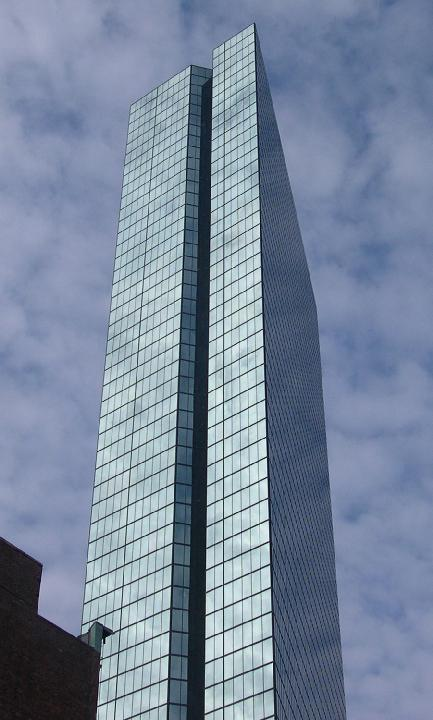
John Hancock Tower, Boston (1976)

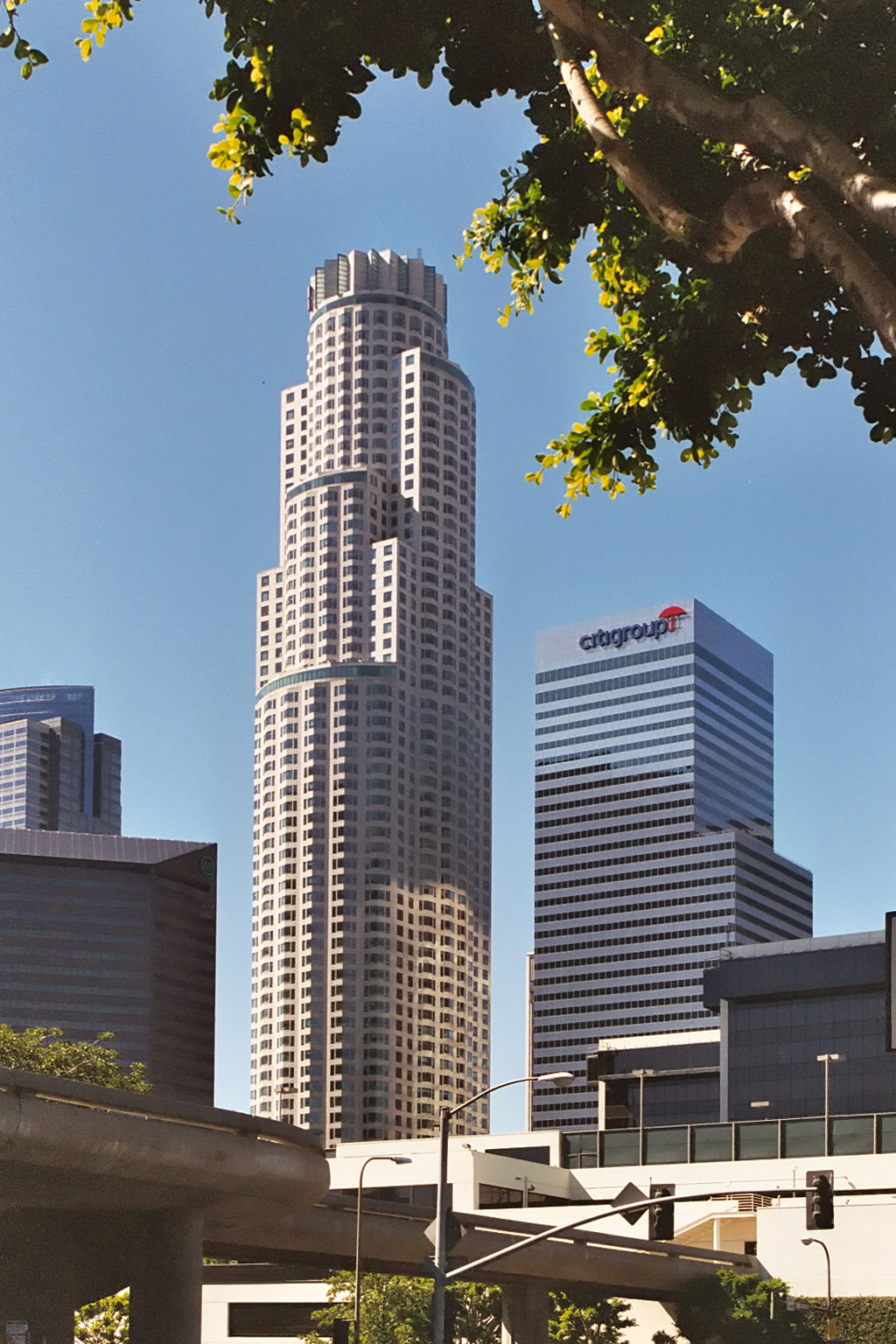
U.S. Bank Tower (center), Los Ángeles (1990)

Algunos edificios notables por los cuales Cobb ha sido principalmente responsable incluyen:
- Place Ville Marie, Montreal (1962)
- Campus of the State University of New York Fredonia (1968)
- Harbor Towers, Boston (1971)
- John Hancock Tower, Boston (1976)
- Wilson Commons at the University of Rochester (1976)
- World Trade Center, Baltimore (1977)
- One Dallas Centre, Dallas (1979)
- Johnson & Johnson World Headquarters, Nuevo Brunswick, New Jersey (1983)
- ARCO Tower, Dallas (1983)
- Portland Museum of Art, Portland, Maine (1983)
- Pitney Bowes World Headquarters, Stamford, Connecticut (1985)
- Library Tower, Los Ángeles (1989), ahora U.S. Bank Tower
- Sede de Credit Suisse First Boston  en Canary Wharf, Londres (1992)
- UCLA Anderson School of Management at the University of California, Los Angeles (1995)
- Sede del American Association for the Advancement of Science, Washington D. C. (1996)
- John Joseph Moakley United States Courthouse and Harborpark, Boston (1998)
- College-Conservatory of Music en la University of Cincinnati (1999)
- National Constitution Center, Filadelfia (2003)
- Hyatt Center, Chicago (2005)
- Palazzo Lombardia, Milán (2005)
- International Monetary Fund Headquarters 2, Washington D. C. (2005)
- Center for Government and International Studies en Harvard University (2005)
- Federal Reserve Bank of Kansas City (2008)
- Torre Espacio, Madrid, España (2008)